# Tram Kak
Tram Kak är ett distrikt i Kambodja.   Det ligger i provinsen Takeo, i den södra delen av landet, 70 km sydväst om huvudstaden Phnom Penh.